# Marie-Charlotte de Castelnau
Marie-Charlotte de Castelnau, comtesse de Louvigny, senare hertiginna de Gramont, född 1648, död 1694, var en fransk mätress. Hon var mätress till kung Ludvig XIV av Frankrike 1676-1677. 

## Biografi
Hon var dotter till Jacques, markisen av Castelnau (ca 1620-1658) och Marie de Girard (1618-1696), och gifte sig 1668 med Antoine Charles de Gramont (1641-1720), greve av Louvigny. 
Hon blev känd för det förhållande hon hade med kungen under årsskiftet 1676-1677. Förhållandet beskrivs som en tillfällig förbindelse medan kungens officiella mätress Madame de Montespan var gravid, och avslutades efter att denna födde sitt barn.